# تاكيشي إيوايا
تاكيشي إيوايا، (باليابانية: 岩屋 毅) سياسي ياباني من الحزب الديمقراطي الليبرالي، وهو عضو في مجلس النواب في مجلس النائب أو البرلمان الوطني، ووزير الشؤون الخارجية منذ أكتوبر 2024، شغل منصب وزير الدفاع من 2 أكتوبر 2018 إلى 11 سبتمبر 2019.
ولد في مدينة بيبو التابعة لمحافظة أويتا، تخرج من كلية العلوم السياسية والاقتصاد في جامعة واسيدا، شغل منصب وزير الدولة للشؤون الخارجية في حكومة آبي الأولى ووزير الدفاع في حكومة آبي الرابعة. 